# 蓮乗寺 (和歌山市)
蓮乗寺（れんじょうじ）は、和歌山県和歌山市にある浄土真宗本願寺派の寺院。山号は葛嶺山。本尊は阿弥陀如来。

## 歴史
創建は不詳であるが、当寺に伝わる「鈴木孫市郎義兼守本尊由来書」によれば、天正10年（1582年）の織田軍の鷺森本願寺攻めのとき、鈴木孫市郎は負傷するが、肌身に付けていた阿弥陀如来本尊の御加護によって大事に至らなかったことを感謝して、この阿弥陀如来御本尊を守本尊として安置したのが始まりと伝わる。

## 周辺
- 平井遺跡
- 教願寺
- 善教寺